# هزاربذ
 هزاربذ  یا وزیر بزرگ، به رئیس تشکیلات مرکزی عصر ساسانی اطلاق می‌شد. 

در زمان هخامنشیان این لقب هزارپتی بود که به یونانی «خیلیارخوس» یعنی نگهبان فوج هزار نفری گفته می‌شد.